# Herbert Abrams
Herbert Abrams, född 16 augusti 1920 i Brooklyn, New York, död 20 januari 2016 i Palo Alto, Kalifornien, var en amerikansk radiolog, som var professor vid Harvard medical School i Boston och författare till flera standardverk i Radiologi. Han var även aktiv i och satt i styrelsen för läkarorganisationen mot kärnvapen, IPPNW.

## Biografi
Abrams var son till Morris och Freda Abrams, som var ryska invandrare och drev en järnhandel. Han utexaminerades från Cornell University och Long Island College of Medicine.
Abrams skrev 1992 boken The President Has Been Shot: Confusion, Disability, and the 25th Amendment in the Aftermath of the Attempted Assassination of Ronald Reagan. Boken presenterades positivt i The New England Journal of Medicine. På fritiden spelade Abrams tennis och fortsatte att göra det tills en månad före sin död.

## Karriär och vetenskapligt arbete
Abrams var fakultetsmedlem vid Stanford University School of Medicine. Han utnämndes då till Philip H. Cook-Professor of Radiology vid Harvard Medical School och var chefsradiolog vid Brigham and Women's Hospital och Dana-Farber Cancer Center. Han återvände senare till Stanford och blev medlem-in-residence av Center for International Security and Cooperation. "I början av 1960-talet var många av oss bekymrade över (atombomb)stester i atmosfären", sade han senare.
Abrams var med och grundade International Physicians for the Prevention of Nuclear War (IPPNW), organisationen som fick Nobels fredspris 1985 för sina försök att förhindra kärnvapenkrig, och fungerade som organisationens första vicepresident. Han var sedan länge ledamot av styrelsen för Physicians for Social Responsibility, och hade varit nationell medordförande för organisationen på 1980-talet.
Abrams var chefredaktör för tidskriften Postgraduate Radiology och grundare av CardioVascular and Interventional Radiology. Han skrev också en lärobok, Angiography, utgiven 1961. År 2000 fick den fjärde upplagan av boken namnet Abrams angiography. Abrams var en av grundarna av Society of Interventional Radiology (SIR) och tilldelades en SIR Gold Medal 2000. Han var också medlem av Institute of Medicine.